# Arnaut de Brancalo
Arnaut de Brancalo o Brancaleon o Brancaléon o Brantalon o Arnauz de Brantalon (Castanet-Tolosan, ... – ...; fl. XIII secolo) è stato un trovatore occitano attivo a Tolosa verso la fine del XIII secolo, probabilmente originario di Brantalon.
Si presume sia stato il figlio probabilmente di un certo Arnaldus de Brantalono publicus notarius (morto prima del 1224) attestato in documenti attinenti agli anni 1204 e 1206.
Risulterebbe sposato a una certa Mauranda. Prima del 1250, durante quella che Saverio Guida definisce "la grande purga del 1246-1248" Arnaut viene condannato, insieme ad altri 278 tolosani, alla confisca dei beni, i quali verranno restituiti solo nel 1279 da Filippo III di Francia.

## Opera
Gli si attribuisce il sirventese anonimo (Ancar, si m'aiut Deus, non hai tengut per valen) insieme a Guilhem de Gap e una sola canso (Pessius, pessans, peccans e penedens) composta da quattro coblas unissonans di dieci versi ciascuna.
Sirventese
 Ancar, si m'aiut - Deus, non hai tengut - per valen

 baro mentagut - q'aia.l seu perdut - per non sen

 ni ia non creiria - q'aia gaillardia - qi.l seu non defen

 per re c'om en dia - ne q'onratz estia - tan qan l'anta pren.

 Tan diria - si.m creiria - mon leugier talen...

 [...]
Canso
 Pessius, pessans, peccans e penedens

 planc en ploran; preian planc mos peccatz

 don anc falhi en cutz ni en pessatz,

 ni en folhs digz ni en faigz decebens;

 e quar suy fortz e forfaitz follamens

 clam merceyan merce, merceyamens

 a Selh que es unitz et unitatz

 e trinables e tres en trinitatz:

 qu'Elh me perdo, qu'es perdonans perdos,

 com perdonet als perjurs perilhos.

 [...]